# Lena Biolcati
Lorena Biolcati, detta Lena (Galliate, 26 gennaio 1960), è una cantante italiana.
Ha avuto una discreta popolarità in Italia negli anni ottanta, decennio nel quale ha esordito vincendo il Festival di Castrocaro e ha partecipato a quattro edizioni del Festival di Sanremo, vincendo tra le Nuove Proposte nel 1986. Negli anni novanta la sua carriera ha subito una battuta d'arresto; la cantante è poi tornata sulle scene musicali a partire dagli anni duemila come attrice di musical. L'artista è stata sostenuta all'esordio dai Pooh, che hanno prodotto i suoi album e scritto le sue canzoni.

## Biografia
La carriera di Lena Biolcati cominciò con il Festival di Castrocaro del 1984, dove presentò il brano Aquarius, con il quale vinse la manifestazione.
Dotata di una voce potente e di notevole timbro, venne notata e arruolata nella scuderia dei Pooh, che per molti anni avrebbero seguito la carriera artistica dell'interprete novarese, come autori della maggior parte delle sue canzoni e produttori dei suoi dischi.
La vittoria a Castrocaro le permise di partecipare al Festival di Sanremo 1985 nella sezione Nuove Proposte, dove si presentò con il brano Innamoratevi come me, scritto per l'occasione da Roby Facchinetti (tastierista dei Pooh) e da Valerio Negrini. Il brano si classificò in terza posizione. La Biolcati partecipò poi al Festival organizzato a Riva del Garda classificandosi seconda, mentre al Festival Mondiale di Tokyo riuscì a classificarsi in prima posizione con la canzone C'è ancora cielo, guadagnandosi la stima e il riconoscimento da parte della stampa nipponica.
L'anno seguente, nel 1986, tornò nuovamente al Festival di Sanremo e con il brano Grande grande amore (composto da Maurizio Fabrizio con i testi di Stefano D'Orazio) vinse nella sezione Nuove Proposte. Per la prima volta un vincitore si aggiudicava contemporaneamente il Premio della Critica. Il brano, come tutti gli album di Lena, fu prodotto dal batterista dei Pooh Stefano D'Orazio, suo compagno in quel periodo. Nello stesso anno uscì, per l'etichetta First, il primo LP dell'artista, intitolato semplicemente Lena Biolcati. Con il brano Io donna anch'io, partecipò e vinse Un disco per l'estate.
Nel 1987 partecipò nuovamente al Festival, con Vita mia, incluso nell'album Ballerina che contiene anche una cover di un famoso brano di Lucio Battisti, ovvero Pensieri e parole ed una canzone scritta da Gianni Togni: Quando verranno a cercare. In seguito all'uscita del suo secondo disco Lena partì per un lungo tour che la portò ad esibirsi in giro per il mondo, dall'America settentrionale e meridionale e nell'Europa dell'est.
Dopo l'uscita del suo terzo album, La luna nel cortile del 1989, Lena partecipò al Festival di Sanremo 1990 con Amori, un brano del quale firmò il testo. È l'ultima apparizione nella manifestazione, nell'anno in cui fu vinta proprio dai Pooh, in abbinamento a Dee Dee Bridgewater, con Uomini soli. Nello stesso anno al Festival partecipò anche la cantante Milva, con cui Lena Biolcati condivide il cognome e una lontana parentela (cugine di terzo grado): fu la prima occasione in cui le due si incontrarono.
Dopo la raccolta 1990 Giorni dopo del 1990 e la partecipazione al Cantagiro con il brano Cantilena, Lena Biolcati decise di interrompere la propria carriera musicale per dedicarsi a tempo pieno alla figlia Silvia.
Lentamente, Lena scomparve dalle scene musicali, per tornarci solo nel 1999, quando cominciò anche a studiare recitazione. Un suo spettacolo musicale per bambini fu rappresentato nella Sala Nervi in Vaticano. Nel 2000, insieme a Stefano D'Orazio, aprì una scuola di canto a Roma.
Nel 2002 Lena fu scelta dal regista Saverio Marconi per ricoprire il ruolo di protagonista nel musical Pinocchio dei Pooh. Nel ruolo di Angela si esibì, insieme alla Compagnia della Rancia, per oltre 130 date al Teatro Diners della Luna di Assago e al Gran Teatro di Roma dal marzo 2003 al febbraio 2004.
In seguito a questa esperienza, si consolidò la passione di Lena per il teatro e il musical con la partecipazione all'ultimo spettacolo di Manuel Frattini (interprete principale nel Pinocchio dei Pooh), intitolato Toc Toc - A Time for Musical, in scena a Selvino nell'estate del 2005 e a Milano nel 2006 al Teatro Nazionale.
Dal 2006 Lena Biolcati scrive sceneggiature per commedie musicali, come E adesso musical, Blues Mama Club e Il dono. Il suo spettacolo Sindrome da musical, interpretato da sua figlia Silvia Di Stefano insieme a Manuel Frattini, è stato in scena dal 2012 al 2014 in un tour nazionale.
Dal 2012 inizia a collaborare con la Compagnia della Rancia negli spettacoli Grease, Frankenstein Junior e Cercasi Cenerentola per la direzione vocale e come "vocal coach" mentre nello stesso anno fonda a Milano una accademia di canto di nome "Pathos".
Nel 2021 apre invece a Roma la "New Musical Academy", nella quale Silvia Di Stefano si occupa della direzione artistica e Lena è insegnante di tecnica vocale.
Attualmente Lena Biolcati è la vocal coach di Lorella Cuccarini, con cui collabora da ottobre 2022.

## Discografia

### Album
- 1986 - Lena Biolcati (CGD, 20505)
- 1987 - Ballerina (CGD, 20625)
- 1989 - La luna nel cortile (Ricordi, SMRL 6404)

### Raccolte
- 1990 - 1990 Giorni dopo (Ricordi, SMRL 6413)

### Singoli
- 1985 - Innamoratevi come me/Nel mio cuore e in altre isole (CGD, 10599)
- 1985 - Nati per vincere/C'è ancora cielo (CGD, 10632)
- 1985 - C'è ancora cielo/Innamoratevi come me (Seven Seas/King, K07S-7065) (edizione giapponese per il Festival mondiale della canzone popolare di Tokyo)
- 1986 - Grande grande amore/Prima che il mattino arrivi (CGD, 10660)
- 1986 - Io donna anch'io/C'è ancora cielo (CGD, 10681)
- 1987 - Vita mia/Uomo di una notte (CGD, 10717)
- 1987 - Ballerina/Quando verranno a cercare.../Vivi (CGD, 97003) (Picture disc 12" promozionale)
- 1990 - Amori/Anna eri bella (Ricordi, SRL 11099) (disco promozionale)
- 1992 - Cantilena/Ma quando imparerò (Ricordi, SRL 11126)